# Allmänt vatten
Allmänt vatten avser i Sverige sådant vatten som inte ingår i fastighet och finns utmed kusterna och i de stora sjöarna Vänern, Vättern, Hjälmaren och Storsjön.
Mälaren har en särställning i och med att staten har betalat fiskerättsägarna där för det intrång det innebär att allmänheten får fiska med rörliga redskap – enskilt frivatten.
Enligt lagen om gräns mot allmänt vattenområde är allmänt vatten i princip allt kustvatten och vatten i de stora sjöarna, som finns 300 meter utanför fastlandet eller öar som är minst 100 meter långa.
Understiger vattendjupet tre meter vid 300-metersgränsen sträcker sig det enskilda vattnet i stället ut till tre meters djupkurva. Dessutom gäller på vissa platser de så kallade enklav- och kilometerreglerna.